# Иваница, Владимир Алексеевич
Иваница Владимир Алексеевич (3 июня 1946 года, г. Изяслав) — специалист в области микробиологии и экологической биотехнологии. Доктор биологических наук (1996); профессор (1997); заведующий кафедрой микробиологии и вирусологии Одесского национального университета имени И. И. Мечникова; проректор Одесского национального университета имени И. И. Мечникова по вопросам науки, технологий и внедрения научных разработок (1997); руководитель научной школы «Морская микробиология и экологическая биотехнология». Почётная грамота Президента Украины, Заслуженный деятель науки и техники Украины, Почётный знак «За научные достижения», Орден «За заслуги» III степени, Премия НАН Украины им. Д. К. Заболотного, Почётная грамота Кабинета Министров Украины, Орден «За заслуги» II степени.

## Биография
Родился 3 июня 1946 в г. Изяславе, Хмельницкой обл. в семье профессионального военного. С 1969 г. до 1974 г. учился на биологическом факультете Одесского государственного университета (ныне — Одесский национальный университет имени И. И. Мечникова). С 1974 г. — стажер, а затем — аспирант Московского государственного университета, где в 1979 г. защитил кандидатскую диссертацию по специальности «микробиология» на тему «Биосинтез внеклеточных протеаз Aspergillus candidus». Работает на кафедре микробиологии и вирусологии Одесского университета с 1979 г. в должности ассистента, с 1981 г. — доцента кафедры. С 1983 г. избран на должность заведующего кафедрой микробиологии и вирусологии.
В 1996 г. в Институте микробиологии и вирусологии НАН Украины защитил докторскую диссертацию по специальности «микробиология» на тему «Состояние и изменчивость микробных ценозов морских экосистем».
В 1997 г. решением ученого совета Одесского государственного университета ему присвоено звание профессора по кафедре микробиологии и вирусологии, в том же году его перевели по контракту на должность проректора по науке, технологиям и внедрению научных разработок.
Создал в Одесском национальном университете имени И. И. Мечникова филиал национальной коллекции морских и практически полезных микроорганизмов, которая в 2004 году получила статус Национального достояния. Организовал подготовку специалистов по новой специальности «микробиология и вирусология». По его инициативе подготовлен ряд новых общих и специальных курсов — иммунология, биология отдельных групп микроорганизмов, фармакология, систематика бактерий, метаболизм микроорганизмов и другие.

## Научная деятельность
Круг научных интересов ученого достаточно широк. Основные направления научной деятельности: изучение внеклеточных гидролитических ферментов микроорганизмов и механизмов регуляции их синтеза; микробное разнообразие морских экосистем; изменчивость морских микробных биоценозов при условиях антропогенного загрязнения. Специалист в области биологии, систематики, экологии бактерий, использования микробных генетических ресурсов, экологической биотехнологии. Руководитель научной школы «Морская микробиология и экологическая биотехнология».
Вице-президент и Председатель регионального отделения Общества микробиологов Украины, член редколлегии «Микробиологического журнала» НАН Украины.
В. А. Иваница член экспертных советов Министерства образования и науки, член специализированного ученого совета по защите диссертаций, член экспертного совета ВАК Украины по биологическим наукам, член Научно-технического совета Государственной программы прогнозирования научно-технологического и инновационного развития на 2004—2006 гг. Министерства образования и науки Украины, Национальной Академии наук Украины.
В 2003 г. ему присвоено почетное звание «Заслуженный деятель науки и техники Украины».
Автор более 170 научных трудов и 25 патентов.

## Труды
- Ковзні бактерії порядків Myxobacteriales і Cytophagales / В. А. Иваница // Успехи микробиологии. — 1990. — № 24. — С. 56-87.
- Биологические характеристики морских микроорганизмов / А. В. Цыбань, В. А. Иваница, Г. В. Худченко, Г. В. Панов // Исследования экосистем Берингова и Чукотского морей. — СПб., 1992. — С. 193-211.
- Изучение патогенных свойств скользящих бактерий на модели культуры клеток мантии мидий / В. А. Иваница, Т. В. Гудзенко, А. Г. Джахуди // Микробиологический журнал. — 1992. — Т. 54, № 5. — С.17-21.
- Скользящая микрофлора мидий прибрежной зоны Одесского залива / В. А. Иваница, А. Г. Джахуди, В. В. Гомонюк // Микробиологический журнал. — 1992. — Т. 54, № 5. — С.10-16.
- Ecology-microbiological monitoring of coastal waters in north-western part of the Black sea / V. Ivanitsa, G. Khudchenko, A. Buchtiarov, V. Medinets // Black Sea Regional Conference on Environment Protection ecologies for coastal areas. — [Varna], 1995. — P. 79-87.
- Ecological after-effects of heterotrophic bacteria variability in conditions of impact pollution of marine environment // Materials of International Conference Ecological Effects of Microorganism Action (Vilnus, 1-4 October, 1997). — Vilnus, 1997. — Р. 443-446.
- Жизнеспособность лиофилизированных клеток Myxococcus xanthus UCM 10041 и Polyangium cellulosum UCM 10043 в присутствии различных антиоксидантов / В. А. Иваница, Е. Л. Рахимова // Мікробіологічний журнал. — 2002. — Т. 64, № 5. — С. 3-9.
- Методи біологічного контролю на токсичність і мутагенність / В. О. Іваниця, Т. В. Васильєва, М. М. Панченко, Н. Ю. Васильєва // Наукові розробки Одес. нац. ун-ту. — 2004. — С. 19-24.
- Мікробіологія в Одеському національному університеті ім. І. І. Мечникова (1865-2003) / В. О. Іваниця, Н. Г. Юргелайтіс, Т. В. Бурлака ; ОНУ ім. І. І. Мечникова. — Одеса : Фенікс, 2004. — 135 с.
- Словник термінiв у  мікробіології : українсько-російський, російсько-український :  близько 3000 термінiв / В. О. Iваниця, В. С. Підгорський, Н. Г. Юргелайтіс [та iн.]. – Київ : Наук. думка, 2006. — 198 с. — (Словники України).
- Інноваційні розробки Одеського національного університету імені І. І. Мечникова / відп. ред.: В. О. Іваниця. — Одеса : ОНУ ім. І. І. Мечникова, 2010. — 100 с.
- Очисна споруда для утилізації розчинів хімічного нікелювання / В. О. Іваниця, В. В. Менчук, О. О. Баранов [та ін.] // Причорноморський екологічний бюлетень. — 2011. — № 3 : Стан довкілля Одеської області. — С. 155-156.
- Молекулярно-біологічні методи дослідження мікроорганізмів : навч. посіб. / Н. В. Ліманська, В. О. Іваниця, Ф. І. Товкач ; Одеський нац. ун-т ім. І. І. Мечникова. — Одеса : Одеський нац. ун-т, 2014. — 179 с.
- Плазмідні профілі фітопатогенних бактерій родів Erwinia, Ralstonia, Agrobacterium, визначеними різними методами / Ж. Ю. Сергєєва, В. О. Іваниця // Мікробіологія і біотехнологія. — 2014.— № 4 (28). — С. 36-43.
- Виявлення генів плантарицинів у штамів LACTOBACILLUS PLANTARUM — антагоністів фітопатогенних бактерій / Н. В. Ліманська, Д. О. Бабенко, Г. В. Ямборко, В. О. Іваниця // Мікробіологія і біотехнологія. — 2015. — № 2 (30). — С. 27-33.